# Marti Leimbach
Marti Leimbach (Washington, 16 luglio 1963) è una scrittrice statunitense.
Il suo primo romanzo, Caro agli dèi (1990), è stato un bestseller internazionale e la base del film, Dying Young, con Julia Roberts, Campbell Scott e Vincent D'Onofrio.

## Biografia
Nata a Washington nel 1963 da Mary Leimbach, giornalista, e Leonard Leimbach, che morì quando lei aveva quattro anni. Il primo romanzo di Leimbach, incentrato sulla morte di un giovane, è stato scritto mentre sua madre stava morendo. In un'intervista con Marian Christy del Boston Globe, ha espresso rammarico per il fatto che nessuno dei suoi genitori fosse vissuto abbastanza per vedere la sua prima pubblicazione.
Marti Leimbach ha frequentato la Winston Churchill High School, poi la Harvard University, dove ha conseguito una laurea in letteratura e lingua inglese e americana. Era una Regent's Fellow presso l'Università della California, Irvine, dove ha scritto "Caro agli dèi" (Dying Young).
Gli altri romanzi di Marti Leimbach includono Sun Dial Street (1992) e Love and Houses (1997), dopo di che si è presa un po'di tempo dallo scrivere quando al figlio più piccolo è stato diagnosticato l'autismo. Successivamente ha scritto Daniel Isn't Talking (2006), che per sua stessa ammissione contiene alcune informazioni autobiografiche derivate dalla sua esperienza di vita reale come madre di un bambino autistico. Daniel Isn't Talking è stato scelto da Fox 2000 con un film previsto per il 2010.
Uno dei romanzi più recenti, The Man From Saigon , è stato pubblicato nel Regno Unito da Fourth Estate / Harper Collins nel 2009 e negli Stati Uniti da Nan A. Talese / Random House nel 2010.
Nel 2009, Leimbach ha donato il racconto Boys in Cars al progetto Oxfam " Ox-Tales ", quattro raccolte di storie del Regno Unito scritte da 38 autori. La sua storia è stata pubblicata nella raccolta "Earth".

## Romanzi
- Caro agli dèi (1990)
- Sun Dial Street (1992)
- Amore e case (1997)
- Daniel non parla (2006)
- L'uomo di Saigon (2009)
- Età del consenso (2016)